# シケオン・トゥルク・ナムゲル

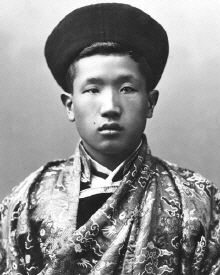
シケオン・トゥルク・ナムゲル

シケオン・トゥルク・ナムゲル（Sidkeong Tulku Namgyal, 1879年 - 1914年12月5日）は、インド、シッキム王国（ナムゲル朝）の第10代君主（在位：1914年）。

## 生涯
1914年、父王トゥトブ・ナムゲルの死により、王位を継承した。
シケオン・トゥルクはオックスフォード大学に留学していたこともあり、封建的制度の廃止を決意していた。
同年12月5日、シケオン・トゥルクはガントクで不審死を遂げ、弟のタシ・ナムゲルが王位を継承した。